# Robert Hepp
Robert Hepp, född 19 februari 1938 i Langenenslingen, Oberschwaben, är en tysk professor i sociologi och författare. Han räknas som en företrädare för Neue Rechte och betecknas som högerextrem av flera författare.